# Xanthorhoe annosaria
Xanthorhoe annosaria är en fjärilsart som beskrevs av Aubert 1962. Xanthorhoe annosaria ingår i släktet Xanthorhoe och familjen mätare. Inga underarter finns listade i Catalogue of Life.